# Комеди Сентрал
„Комеди Сентрал“ (на английски: Comedy Central) е американски кабелен телевизионен канал, собственост на Парамаунт Глобал. Каналът е предназначен за зряла публика и предлага комедийни програми под формата както на оригинални, лицензирани, така и на синдикирани сериали, специални специални комедии и игрални филми.
От началото на 2000 г. Комеди Сентрал се разширява в световен мащаб с локализирани канали в Европа (включително Великобритания), Индия, Югоизточна Азия, Латинска Америка, Австралия, Нова Зеландия, Близкия изток и Африка. Международните канали се управляват от Paramount International Networks. 